# Sant Sebastià de Montcortès
Sant Sebastià de Montcortès és una capella del poble de Montcortès, de l'antic terme municipal de Montcortès de Pallars, i de l'actual de Baix Pallars, a la comarca del Pallars Sobirà.
Està situada en el mateix poble de Montcortès, a la part central d'aquesta població.
És un temple petit, d'una sola nau sense absis destacat.